# Alabaster
Alabaster es una ciudad y suburbio al sur de Birmingham en el Condado de Shelby, Alabama, Estados Unidos. En el censo de 2000 la población era de 22 619. Según las estimaciones de 2005 de la Oficina del Censo de los Estados Unidos la ciudad tenía una población de 27.517. Alabaster es todavía una población creciente. Alabaster fue clasificada en el número 85 en la revista Money Magazine sobre los 100 mejores lugares para vivir en el 2009.

## Geografía
Alabaster está situado en 33°13′52″N 86°49′26″O / 33.23111, -86.82389 (33.231162, -86.823829).
Según la Oficina del Censo de los EE. UU., la ciudad tiene un área total de 20,6 millas cuadradas (53,2 km ²), de los cuales, 20,5 millas cuadradas (53,0 km ²) son de tierra y 0,1 millas cuadradas (0,1 km ²) de él (0,24%) es de agua.

## Demografía
| Año  | población |
| ---- | --------- |
| 1960 | 1,600     |
| 1970 | 2,600     |
| 1980 | 7,100     |
| 1990 | 14,600    |
| 2000 | 22,619    |

## Escuelas
1.Creekview Elementary School
2.Meadowview Elementary School
3.Thompson Intermediate School
4.Thompson Middle School
5.Thompson High School
6.Linda Nolen Learning Center